# Thury (Yonne)
Thury es una comuna y población de Francia, en la región de Borgoña, departamento de Yonne. Se encuentra a una altitud de 282 metros y posee un área de 23,22 km².
Su código postal es el 89520 y Código INSEE el 89416.
Según el censo de 1999 es habitada por 490 personas.

## Demografía
| 574 | 545 | 488 | 495 | 470 | 461 |
| Para los censos de 1962 a 1999 la población legal corresponde a la población sin duplicidades (Fuente: INSEE [Consultar]) |     |     |     |     |     |